# 10218 Bierstadt
10218 Bierstadt eller 1997 SJ23 är en asteroid i huvudbältet som upptäcktes den 29 september 1997 av Spacewatch vid Kitt Peak-observatoriet. Den är uppkallad efter konstnären Albert Bierstadt.
Asteroiden har en diameter på ungefär 3 kilometer.